# Saturn Award für den besten Horrorfilm
Folgende Filme haben den Saturn Award für den besten Horrorfilm gewonnen:
| Jahr | Film                                                       | Weitere Nominierungen |
| ---- | ---------------------------------------------------------- | --- |
| 1973 | Blacula                                                    | keine weiteren Nominierungen |
| 1975 | Der Exorzist                                               | Arnold Tunnel der lebenden Leichen Wenn die Gondeln Trauer tragen Tanz der Totenköpfe Schlock – Das Bananenmonster Der Schrei des Todes Die Schwestern des Bösen Geschichten, die zum Wahnsinn führen Terror House Der Bucklige vom Horror-Kabinett Theater des Grauens In der Schlinge des Teufels |
| 1976 | Frankenstein Junior                                        | Jessy – Die Treppe in den Tod Feuerkäfer Das Phantom im Paradies The Rocky Horror Picture Show Vampira |
| 1977 | Landhaus der toten Seelen                                  | Carrie – Des Satans jüngste Tochter Haus der Todsünden Blutrausch Die Insel der Ungeheuer Schwarzer Engel Das Omen |
| 1978 | Das Mädchen am Ende der Straße                             | Killerhunde (Dogs) Mörderspinnen Hexensabbat |
| 1979 | The Wicker Man                                             | Halloween – Die Nacht des Grauens Magic – Eine unheimliche Liebesgeschichte Der Schrecken der Medusa Piranhas |
| 1980 | Dracula '79                                                | Amityville Horror Liebe auf den ersten Biss Der Mafu-Käfig Das Böse |
| 1981 | Das Tier                                                   | Dressed to Kill Fade to Black – Die schönen Morde des Eric Binford The Fog – Nebel des Grauens Shining |
| 1982 | American Werewolf                                          | Tot & begraben Rache aus dem Reich der Toten Halloween II – Das Grauen kehrt zurück Wolfen |
| 1983 | Poltergeist                                                | Creepshow Das Mörderspiel Das Ding aus dem Sumpf Das Ding aus einer anderen Welt |
| 1984 | Dead Zone                                                  | Christine Cujo Die unheimliche Macht Unheimliche Schattenlichter |
| 1985 | Gremlins – Kleine Monster                                  | Die dunkle Macht der Finsternis Dreamscape – Höllische Träume Der Feuerteufel Nightmare – Mörderische Träume |
| 1986 | Die rabenschwarze Nacht – Fright Night                     | Lifeforce – Die tödliche Bedrohung Nightmare II – Die Rache Re-Animator Verdammt, die Zombies kommen |
| 1987 | Die Fliege                                                 | From Beyond – Aliens des Grauens Der kleine Horrorladen Poltergeist II – Die andere Seite Psycho III |
| 1988 | The Lost Boys                                              | Tanz der Teufel II – Jetzt wird noch mehr getanzt Hellraiser – Das Tor zur Hölle Near Dark – Die Nacht hat ihren Preis Nightmare III – Freddy Krueger lebt Das Halloween Monster |
| 1990 | Beetlejuice                                                | Chucky – Die Mörderpuppe Die Unzertrennlichen Halloween IV – Michael Myers kehrt zurück Hellbound – Hellraiser II Nightmare on Elm Street 4 Reise zurück in der Zeit |
| 1991 | Arachnophobia                                              | Bride of Re-Animator Darkman Der Exorzist III Die Fliege 2 Das Kindermädchen Cabal – Die Brut der Nacht Friedhof der Kuscheltiere Santa sangre |
| 1992 | Das Schweigen der Lämmer                                   | Body Parts Chucky 3 Children of the Night Dolly Dearest – Die Brut des Satans Misery Die Rückkehr der Untoten Der Feind in meinem Bett |
| 1993 | Bram Stoker’s Dracula                                      | Basic Instinct Braindead Candyman’s Fluch Die Hand an der Wiege Hellraiser III Twin Peaks – Der Film |
| 1994 | Armee der Finsternis                                       | Stephen Kings Stark Das zweite Gesicht Harte Ziele Kalifornia In einer kleinen Stadt Spurlos |
| 1995 | Interview mit einem Vampir                                 | Cronos The Crow – Die Krähe Mary Shelley’s Frankenstein Mosquito Freddy’s New Nightmare Wolf – Das Tier im Manne |
| 1996 | From Dusk Till Dawn                                        | Die Stadt der verlorenen Kinder Die Mächte des Wahnsinns Lord of Illusions Stumme Zeugin God’s Army – Die letzte Schlacht Ritter der Dämonen |
| 1997 | Scream                                                     | Der Hexenclub Curdled – Der Wahnsinn DellaMorte DellAmore The Frighteners Das Relikt |
| 1998 | Im Auftrag des Teufels                                     | Anaconda Ich weiß, was du letzten Sommer getan hast Mimic – Angriff der Killerinsekten Phantoms Scream 2 |
| 1999 | Der Musterschüler                                          | Blade Chucky und seine Braut The Faculty Halloween H20 John Carpenters Vampire |
| 2000 | The Sixth Sense                                            | Blair Witch Project Ravenous – Friss oder stirb Sleepy Hollow Stigmata Tötet Mrs. Tingle! |
| 2001 | Final Destination                                          | Wes Craven präsentiert Dracula The Gift – Die dunkle Gabe Requiem for a Dream Düstere Legenden 2 Schatten der Wahrheit |
| 2002 | The Others                                                 | The Devil’s Backbone From Hell Hannibal Jeepers Creepers – Es ist angerichtet 13 Geister |
| 2003 | Ring                                                       | Blade II Arac Attack – Angriff der achtbeinigen Monster Dämonisch Königin der Verdammten Resident Evil |
| 2004 | 28 Days Later                                              | Cabin Fever Final Destination 2 Freddy vs. Jason Jeepers Creepers 2 Michael Bay’s Texas Chainsaw Massacre Underworld |
| 2005 | Shaun of the Dead                                          | Blade: Trinity Dawn of the Dead Der Fluch – The Grudge Open Water Saw Van Helsing |
| 2006 | Der Exorzismus von Emily Rose                              | Constantine Land of the Dead Saw II Der verbotene Schlüssel Wolf Creek |
| 2007 | The Descent – Abgrund des Grauens                          | Final Destination 3 Hostel Saw III Slither – Voll auf den Schleim gegangen Snakes on a Plane |
| 2008 | Sweeney Todd – Der teuflische Barbier aus der Fleet Street | Zimmer 1408 30 Days of Night Ghost Rider Grindhouse Der Nebel |
| 2009 | Hellboy – Die goldene Armee                                | The Happening Die Mumie: Das Grabmal des Drachenkaisers Quarantäne Splinter The Strangers |
| 2010 | Drag Me to Hell                                            | The Box – Du bist das Experiment Frozen – Eiskalter Abgrund The Last House on the Left New Moon – Bis(s) zur Mittagsstunde Zombieland |
| 2011 | Let Me In                                                  | Black Swan Kick-Ass Shutter Island The American Wolfman |
| 2012 | Verblendung                                                | Contagion Take Shelter – Ein Sturm zieht auf The Thing The Devil’s Double The Grey – Unter Wölfen |
| 2013 | The Cabin in the Woods                                     | Argo The Impossible 7 Psychos Die Frau in Schwarz Zero Dark Thirty |
| 2014 | Conjuring – Die Heimsuchung                                | Carrie Mama The Purge – Die Säuberung Das ist das Ende Warm Bodies |
| 2015 | Dracula Untold                                             | Annabelle Der Babadook Horns Only Lovers Left Alive The Purge: Anarchy |
| 2016 | Crimson Peak                                               | Insidious: Chapter 3 – Jede Geschichte hat einen Anfang It Follows Krampus The Visit 5 Zimmer Küche Sarg |
| 2017 | Don’t Breathe                                              | The Autopsy of Jane Doe Conjuring 2 Dibbuk – Eine Hochzeit in Polen Ouija: Ursprung des Bösen Train to Busan The Witch |
| 2018 | Get Out                                                    | 47 Meters Down Annabelle 2 Better Watch Out Es Mother! |
| 2019 | A Quiet Place                                              | The Dead Don’t Die Halloween Hereditary – Das Vermächtnis Operation: Overlord Friedhof der Kuscheltiere Wir |
| 2021 | Der Unsichtbare                                            | Doctor Sleeps Erwachen Freaky Es Kapitel 2 Midsommar Ready or Not – Auf die Plätze, fertig, tot Scary Stories to Tell in the Dark |
| 2022 | The Black Phone                                            | A Quiet Place 2 Last Night in Soho The House at Night Scream X |
| 2024 | Talk to Me                                                 | Barbarian Evil Dead Rise Insidious: The Red Door Renfield Scream VI Smile – Siehst du es auch? |
| 2025 | Alien: Romulus                                             | Abigail Das erste Omen In a Violent Nature Longlegs A Quiet Place: Tag Eins Smile 2 – Siehst du es auch? |